# Ábaco neperiano

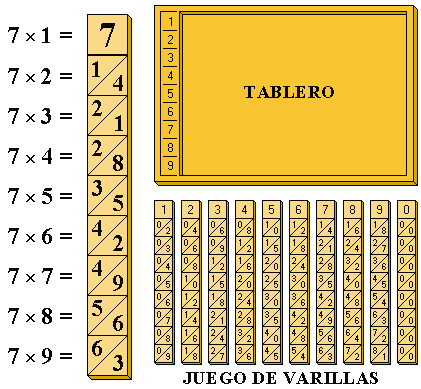
Ábaco neperiano

El ábaco de Napier es un ábaco inventado por John Napier quien publicó la descripción del mismo en una obra impresa en Edimburgo a finales de 1617 titulada Rhabdologia. Por este método, los productos se reducen a operaciones de suma y los cocientes a restas; al igual que con las tablas de logaritmos, inventadas por él mismo se transforman las potencias en productos y las raíces en divisiones.

## Descripción
El ábaco consta de un tablero con reborde en el que se colocarán las varillas neperianas para realizar las operaciones de multiplicación o división. El tablero tiene su reborde izquierdo dividido en 9 casillas en las que se escriben los números 1 a 9.
Las varillas neperianas son tiras de madera, metal o cartón grueso. La cara anterior está dividida en 9 cuadrados, salvo el superior, divididos en dos mitades por un trazo diagonal.
En la primera casilla de cada varilla se escribe el número, rellenando las siguientes con el duplo, triplo, cuádruplo y así sucesivamente hasta el nónuplo del número al que corresponda la varilla.
Los dígitos resultados del producto se escriben uno a cada lado de la diagonal y en aquellos casos en los que sea inferior a 10, se escriben en la casilla inferior, escribiendo en la superior un cero.
Un juego consta de 9 varillas correspondientes a los dígitos 1 a 9. En la figura se ha representado además la varilla 0, que realmente no es necesaria para los cálculos.

### Multiplicación
Provistos del conjunto descrito, supongamos que deseamos calcular el producto del número 46785399 por 7.
En el tablero colocaremos las varillas correspondientes al número, tal como muestra la figura, haciendo posteriormente la lectura del resultado en la faja horizontal correspondiente al 7 del casillero del tablero, operación que solo requiere sencillas sumas, naturalmente con acarreo de los dígitos situados en diagonal.
Comenzando por la derecha obtendremos las unidades (3), las decenas (6+3=9), las centenas (6+1=7), etc.
Si algún dígito del número que deseamos multiplicar fuera cero, bastaría dejar un hueco entre las varillas.
Supongamos que queremos multiplicar el número anterior por 96.431; operando análogamente al caso anterior obtendremos rápidamente los productos parciales del número por 9, 6, 4, 3 y 1, colocándolos correctamente y sumando, obtendremos el resultado total.

### División
Igualmente podrían realizarse divisiones una vez conocidos los 9 productos parciales del dividendo; determinados éstos mediante el ábaco, basta seleccionar el inmediatamente inferior al resto sin necesidad de realizar los molestos tanteos que requieren las divisiones realizadas a mano.
En el ejemplo, para hacer la operación anterior, se sigue el método siguiente:
- El dividendo (46.785.399) tiene ocho dígitos y el divisor (96.431) tiene cinco. Por tanto, el cociente tendrá 8 - 5 = 3 dígitos. Como máximo, el cociente podría tener 8 - 5 + 1 = 4 dígitos, pero al ser el 4 del dividendo menor que el 9 del divisor, el cociente es de 3 dígitos. Estas cuestiones pertenecen a la aritmética.

Eso hace que haya que desplazar los 3 - 1 = 2 dígitos del dividendo, quedando el número 467.853 como el minuendo al que hay que buscarle el substraendo adecuado.
Usando la tabla neperiana obtenida, se busca el número menor más cercano a 467.853, que resulta ser el 385.724, que es substraendo de la operación y cuyo número asociado en la tabla neperiana es el 4, número que forma parte del cociente. El resultado de la resta es 82.129.
- Al número resultante (82.129), se le añade un nueve que antes había sido despreciado, quedando el 821.299.

De nuevo, hay que realizar la operación de resta a 821.299 (minuendo) con el substraendo menor más cercano de la tabla neperiana, que es el 771.448, cuyo número asociado es ocho y cuya resta obtiene el 49.851.
- Al número más próximo, que es el 482.155, cuyo número asociado es el cinco. La resta tiene por resultado 16.364.

- Puesto que el 16.364 es menor que cualquiera de los números de la tabla neperiana y, además, ya se han obtenido los tres dígitos del cociente: 4, 8 y 5, ya se ha obtenido el resto de la operación.

El resultado es por tanto el siguiente (como se puede ver en la tabla):
| Nombre    | Valor      |
| Dividendo | 46.785.399 |
| Divisor   | 96.431     |
| Cociente  | 485        |
| Resto     | 16.364     |

### Raíz cuadrada
Como sabemos, para extraer una raíz cuadrada primeramente, debe agruparse los dígitos de dos en dos desde la coma, tanto hacia la derecha como la izquierda, quedando el número de la forma siguiente:
... xx xx xx xx,   xx xx xx...
Por ejemplo: el número 458938,34 quedaría 45 89 38, 34.
Tomando el par (que podrá ser un solo dígito) de la izquierda (xx), se obtiene la cifra a entera tal que su cuadrado sea igual o menor que el par. Ésta será la primera cifra de la solución. Restando del par el cuadrado del entero así encontrado, obtenemos el resto:
ra = xx - a² (Si el primer par fuera 07, la cifra a sería 2, y el resto 7-4=3)
Posteriormente, y de forma iterativa, se añade al resto el siguiente par, quedando un número de la forma yxx (y, el resto anterior, xx el par añadido) que llamaremos Ra. La siguiente cifra de la solución deberá ser tal que el cuadrado de la solución parcial ab (siendo ab un número de dos dígitos, no un producto) sea menor que xxxx (los dos primeros pares del radicando):
(ab)² = (a·10 + b)² = (a·10)² + 2·a·10·b + b² < xxxx
Despejando:
2·a·10·b + b² < xxxx - (a·10)² = R
(2·a·10 + b)·b < Ra (I)
Operando de igual modo una vez conocidas las cifras ab, deberá determinarse la tercera cifra de la solución (c) y siguientes (d, e, ...) que, como fácilmente se puede demostrar operando análogamente al caso anterior, deberán cumplir:
(2·(ab)·10 + c)·c < Rb (II)
(2·(abc)·10 + d)·d < Rb (III)
(2·(abcd)·10 + e)·e < Rb (IV)
...
Los productos indicados pueden obtenerse fácilmente con el ábaco de Napier, pero para ello es necesaria una varilla auxiliar tal que en cada faja horizontal recoja los cuadrados de los números correspondientes.
Conocida la primera cifra a, colocamos en el ábaco la (o las) varillas correspondientes al duplo de a. Hecho esto, bastará añadir la varilla de los cuadrados para encontrar el número tal que se cumpla la ecuación (I), que será el correspondiente a la faja b. Dicho número deberá sustraerse de Ra para encontrar Rb.
Encontrado b, retiramos la varilla auxiliar de los cuadrados y colocamos en el tablero la varilla correspondiente a 2·b; pueden darse dos casos, si b es menor que 5, el doble tendrá solo una cifra con la que bastará colocar la varilla; en caso contrario (igual o mayor que 5) el duplo será mayor de 10, por lo que será necesario incrementar la última varilla colocada en una unidad. 
Veámoslo con un ejemplo. Deseamos obtener la raíz cuadrada del número 46 78 53 99. Tomamos el primer par (46) y determinamos el cuadrado inmediatamente inferior, que resulta ser 36 (49 que es el siguiente es mayor que 46), de modo que la primera cifra de la solución es 6, y el resto: 46 - 6·6 = 46 - 36 = 10.
Colocamos las varillas de 6·2 = 12 en el tablero, y seguidamente la varilla auxiliar de los cuadrados. Componemos el resto y el siguiente par obteniendo el número 1078 que no deberá ser superado por el cuadrado de (6b). Leemos en el ábaco (1) el valor 1024, encontrando que b= 8 y el nuevo resto 1078 - 1024 = 54, descendiendo el siguiente par, obtenemos un valor de 545312.
Colocamos las varillas correspondientes al doble de 8; por ser 16 (>10), retiraremos la última varilla, la del 2, sustituyéndola por la del 3 (es decir, le sumamos una unidad) y añadimos la varilla del 6. El ábaco queda como se muestra en (2a). Como puede observarse, las cifras colocadas son las correspondientes al doble de la solución encontrada hasta el momento (68·2 = 136); es decir, el 2abc de las ecuaciones anteriores.
Hecho esto, volvemos a colocar la varilla auxiliar, y operando como en el caso anterior, obtenemos (2b) la tercera cifra: 3, siendo el resto 1364. Descendemos el siguiente par obteniendo un valor 136499, colocamos la varilla 6 (3·2) y encontramos el siguiente dígito 9 y el resto 13478. Mientras el resto sea distinto de cero se puede seguir obteniendo cifras significativas.
Por ejemplo, para obtener el primer decimal, bajaríamos el par 00 obteniendo el número 1347800 y colocaríamos las varillas del 9·2 = 18, quedando en el tablero las siguientes: 1-3-6-7(6+1)-8-auxiliar. Haciendo la comprobación, se obtiene el primer decimal = 9.

### Modificaciones
Durante el siglo XIX, el ábaco neperiano sufrió una transformación para facilitar la lectura. Las varillas comenzaron a fabricarse con una inclinación del orden de 65º, de modo que los triángulos que debían sumarse quedaran alineados verticalmente. En este caso, en cada casilla de la varilla se consigna la unidad a la derecha y la decena (o el cero) a la izquierda.
Las varillas estaban fabricadas de modo tal que el grabado vertical y horizontal era más visible que las juntas entre las varillas, facilitándose mucho la lectura al quedar el par de componentes de cada dígito del resultado en un rectángulo.
Así, en la figura se aprecia inmediatamente que:
987654321 x 5 = 4938271605

### Ábaco de fichas

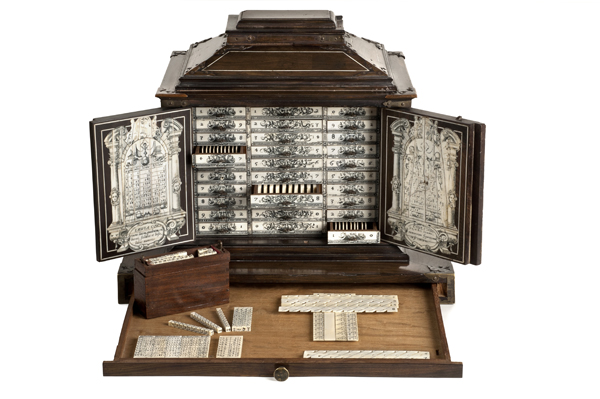
Ábaco del Museo Arqueológico Nacional, Madrid

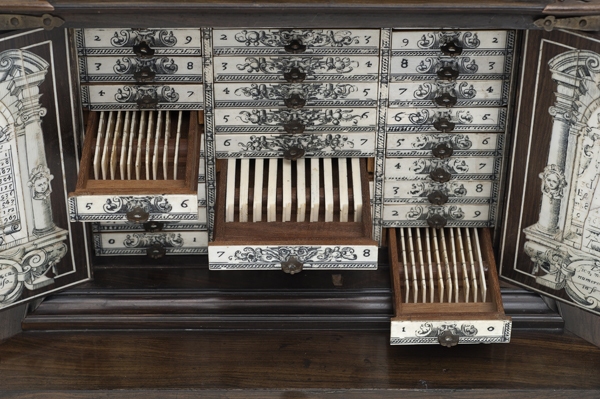
Detalle

Además del ábaco anterior, Napier construyó un ábaco de fichas. Ambos reunidos en un único aparato constituyen una joya histórica, única en Europa, que posee el Museo Arqueológico Nacional español.
El aparato es una magnífica caja de madera con incrustaciones de hueso. En la parte superior contiene el ábaco rabdológico, mientras que en la inferior se encuentra el segundo ábaco que consta de 300 fichas almacenadas en 30 cajones de las que 100 están cubiertas de cifras y doscientas muestran pequeños taladros triangulares que permiten ver únicamente ciertas cifras de las fichas de números cuando se superponen a aquellas, de forma tal que merced a la hábil colocación de unos y otros pueden realizarse multiplicaciones hasta el asombroso límite de un número de 100 cifras por otro de 200.
En las portezuelas de la caja se encuentran además las primeras potencias de los números dígitos, los coeficientes de los términos de las primeras potencias del binomio y los datos numéricos de los poliedros regulares.
Se desconoce quién fue el autor de esta riquísima joya, ni si es de autoría española o vino del extranjero, aunque es probable que originalmente perteneciera a la Academia de Matemáticas creada por Felipe II o que la trajese como regalo el Príncipe de Gales. Lo único que puede asegurarse es que se conservaba en Palacio, de donde pasó a la Biblioteca Nacional y posteriormente al Museo Arqueológico Nacional, donde aún se conserva.
En 1876, el gobierno español envió el aparato a la exposición de instrumentos científicos celebrada en Kensington, donde llamó extraordinariamente la atención, hasta el punto de que varias sociedades consultaron a la representación española acerca del origen y uso del aparato, lo que motivó que D. Felipe Picatoste escribiera una monografía que fue posteriormente enviada a todas las naciones, sorprendiendo el hecho de que el ábaco solo fuera conocido en Inglaterra, país de origen de su inventor.